# Youth and Young Manhood
Albums de Kings of Leon
What I Saw
(2003) Aha Shake Heartbreak
(2004)
Singles
1. Red Morning Light
Sortie : 30 décembre 2002
2. Molly's Chambers
Sortie : 11 août 2003
3. Wasted Time
Sortie : 20 octobre 2003
4. California Waiting
Sortie : 16 février 2004

Youth and Young Manhood est le premier album du groupe américain de rock alternatif Kings of Leon, publié le  7 juillet 2003 au Royaume-Uni et le 19 août 2003 aux États-Unis, par RCA Records.
Très attendu par les amateurs de rock indépendant depuis la sortie de leur premier EP — Holy Roller Novocaine —, l'album a reçu un très bon accueil de la critique : Rolling Stone lui décerne quatre étoiles et le NME lui met une note de 9/10.
Red Morning Light faisait partie de la bande originale du jeu vidéo FIFA 2004.

## Liste des chansons
Toutes les chansons sont écrites et composées par Caleb Followill, Nathan Followill et Angelo Petraglia.
| No  | Titre                       | Durée |
| --- | --------------------------- | ----- |
| 1.  | Red Morning Light           | 2:59  |
| 2.  | Happy Alone                 | 3:59  |
| 3.  | Wasted Time                 | 2:45  |
| 4.  | Joe's Head                  | 3:21  |
| 5.  | Trani                       | 5:01  |
| 6.  | California Waiting          | 3:29  |
| 7.  | Spiral Staircase            | 2:54  |
| 8.  | Molly's Chambers            | 2:15  |
| 9.  | Genius                      | 2:49  |
| 10. | Dusty                       | 4:20  |
| 11. | Holy Roller Novocaine       | 4:01  |
| 12. | Talihina Sky (piste cachée) | 3:48  |